# Parabuthus capensis
Espèce
Synonymes
- Androctonus capensis Ehrenberg, 1831
- Androctonus iros C. L. Koch, 1839
- Scorpio kochii Gervais, 1844
- Parabuthus neglectus Purcell, 1899

Parabuthus capensis est une espèce de scorpions de la famille des Buthidae.

## Distribution
Cette espèce se rencontre en Afrique du Sud au Cap-Occidental, au Cap-Oriental et au Cap-du-Nord et en Namibie au ǁKaras,. 

## Description
Les mâles mesurent de 56,46 à 79,07 mm et les femelles de 90,08 à 99,12 mm.

## Systématique et taxinomie
Cette espèce a été décrite sous le protonyme Androctonus capensis par Ehrenberg en 1831. Elle est placée dans le genre Parabuthus par Kraepelin en 1895.

## Étymologie
Son nom d'espèce, composé de capensis et du suffixe latin -ensis, « qui vit dans, qui habite », lui a été donné en référence au lieu de sa découverte, la colonie du Cap.

## Publication originale
- Hemprich & Ehrenberg, 1831 : « Animalia articulata. Arachnoidea. Scorpiones africani et asiatici. » Symbolae Physicae. Animalia evertebrata exclusis insectis percensuit Dr. C.G. Ehrenberg. Series prima cum tabularum decade prima. Continent Animalia Africana et Asiatica, Berolini ex officina Academica, Venditur a Mittlero, no 162, p. 1-12.